# Stazione di Luino
Stazione di Luino vasútállomás Olaszországban, Lombardia régióban, Luino településen.

## Vasútvonalak
Az állomást az alábbi vasútvonalak érintik:
- Cadenazzo–Luino-vasútvonal
- Luino–Milánó-vasútvonal
- Novara–Pino-vasútvonal

## Kapcsolódó állomások
A vasútállomáshoz az alábbi állomások vannak a legközelebb:
- Stazione di Colmegna (Cadenazzo vasútállomás, S30)
- Stazione di Porto Valtravaglia (Stazione di Gallarate, S30)